# SOL (Betriebssystem)
SOL war ein Projekt zur Entwicklung und zum Bau eines portablen Software-Engineering-Systems. Es hatte einen portablen Kernel und basierte auf UNIX-Prinzipien. SOL wurde im ISO-Standard Pascal entwickelt, da dieser sich als mangelhaft herausstellte, wurden einige Implementierungen technischer Pascal-Erweiterungen definiert und da die Programmiersprache C im Jahr 1979 in Frankreich bei Projektstart unbekannt war. SOL war nicht einfach eine Übersetzung des UNIX-C-Language-Kernels nach Pascal. Es war ein komplettes Re-Engineering aller Interna im Hinblick auf eine bessere Modularität und Portabilität bei gleichzeitiger effizienter Nutzung von Pascal. SOL wurde so konzipiert, dass es auf Systemebene mit Version 7 von UNIX kompatibel war. Einige System 3-Erweiterungen wurden ebenfalls hinzugefügt. SOL enthielt alle grundlegenden Dienstprogramme von UNIX, die alle in Pascal geschrieben wurden. SOL war als kommerzielles Produkt erhältlich, einschließlich des Quellcodes. Es gab ein Validierungszentrum, um die Validierungsbemühungen zu koordinieren.
Das SOL Betriebssystem war als Pilotprojekt gestartet, um eine französische Version von Unix in Pascal zu erstellen. Die Compiler entwickelten INRIA zusammen mit Servicefirmen um das Unix auf französischen Rechnern installieren zu können, darunter der SM90 Mikrocomputer, der gerade am Centre National d’Etudes des Télécommunications entwickelt wurde. Das schaffte eine Unix-Kultur in Frankreich und bildete viele Systemingenieure aus.